# William Frye
William Frye (Salinas, Californië, 5 oktober 1921 – Palm Desert, Californië, 3 november 2017) was een Amerikaanse film- en televisieproducent. 

## Films[3]
- Raise the Titanic (1980)
- Superdome (1978)
- Airport '77 (1977)
- Airport 1975 (1974)
- The Elevator (1974)
- Linda (1973)
- She Cried Murder (1973)
- Amanda Fallon (1973)
- The Victim (1972)
- The Longest Night (1972)
- The Screaming Woman (1972)
- The Other Man (1970)
- Where Angels Go Trouble Follows! (1968)
- The Trouble with Angels (1966)
- A Look at Monaco (1963)
- The Slowest Gun in the West

## Televisieseries[3]
- The Bold Ones: The New Doctors (1969) (1 aflevering)
- The Survivors (1969) 1 aflevering
- Thriller (1960) 49 afleveringen
- The Deputy (1959) 76 afleveringen
- General Electric Theater (1953) 81 afleveringen
- Startime (1959) 2 afleveringen
- Johnny Staccato (1959) 23 afleveringen
- The Joseph Cotten Show: On Trial (1955) 2 afleveringen
- Schlitz Playhouse of Stars (1951) 3 afleveringen
- Suspicion (1957) 3 afleveringen
- Star Stage (1955) 3 afleveringen
- The Halls of Ivy (1954) 38 afleveringen